# Rafailo Kalik
L'archimandrite Rafailo Kalik (en serbe cyrillique : Рафаило Калик, nom séculier Ratko Kalik, en serbe cyrillique: Ратко Калик), né le 14 décembre 1940 à Skradin (Šibenik), est un des théologiens orthodoxes. Il était higoumène Monastère de Morača, près de Kolašin. est un higoumène des importants de Église orthodoxe serbe XXe siècle.
Le I'archimandrite Rafailo a été l'higoumène du Monastère de Morača de 1982.

## Biographie
L'archimandrite Rafaelo (Kalik) est né le 14 décembre 1940 à Skradin près de Šibenik, de parents pieux. Il a terminé l'école primaire dans sa ville natale.
Il est diplômé de l'école monastique du Monastère d'Ostrog en 1964. Il est devenu moine le 4 août 1964, au monastère d'Ostrog, par le métropolite Danilo Dajković, du Monténégro et du Littoral, recevant le nom monastique de Rafailo. Ordonné hiérodiacre et hiéromoine le 10 janvier 1965. Il est devenu l'abbé du Monastère de Morača le 1er janvier 1982, après la mort de l'abbé du monastère Maksimilian Bicisko.
Le 28 août 2007, il a reçu le titre d'archimandrite par le Dr Amfilohije Radović, archevêque de Cetinje, métropolite du Monténégro et du Littoral. Le 27 novembre 2021, il a célébré son 40e anniversaire en tant qu'abbé du Monastère de Morača.